# Birnbach
Birnbach là một xã thuộc huyện Altenkirchen, trong bang Rheinland-Pfalz, phía tây nước Đức. Xã Birnbach có diện tích 3,11 km², dân số thời điểm ngày 31 tháng 12 năm 2006 là 623 người.